# 車公廟站 (香港)
車公廟站（英語：Che Kung Temple Station）是一個位於香港新界沙田區大圍沙田頭車公廟路，屬於港鐵屯馬綫的鐵路車站，於2004年12月21日啟用。
- 車站外觀（2021年7月）

## 車站構造
車公廟站共設有兩層：當中大堂位於地面，而月台則位於大堂之上。

### 樓層
| P／U1                        | 月台 | \| 側式 · 開右邊车门 · E、F出口 \| \| \| \| \| \| \| 1 \| 屯馬綫往屯門（大圍） \| \| \| \| \| \| 屯馬綫往烏溪沙（沙田圍） \| 2 \| \| \| 側式 · 開右邊车门 \| \| \| \| \| |   |  |
| C／G                         | 大堂 | A－D出口、客務中心、商店、洗手間 |   |  |
| 側式 · 開右邊车门 · E、F出口 |      | |   |  |
|                              | 1    | 屯馬綫往屯門（大圍） |   |  |
|                              |      | 屯馬綫往烏溪沙（沙田圍） | 2 |  |
| 側式 · 開右邊车门            |      | |   |  |

### 大堂
車公廟站大堂位於C層，而大堂非付費區內亦設有商店。
- 大堂，付費區（2021年7月）

### 月台
車站設有兩個側式月台，並採用對向式月台排列，所有月台均已裝設月台閘門。
- 1號月台（屯馬綫往屯門方向，2021年7月）
- 2號月台（屯馬綫往烏溪沙方向，2021年7月）

### 出入口
車公廟站設有6個出入口，當中A–D出口位於大堂；而E、F出口則位於1號月台（往屯門）。其中連接溱岸8號的E出口設有八達通閱卡器，住客須經已登記的八達通才可進出，而該出入口亦為港鐵首個只供私人物業住客進出的出入口，其後於2015年5月入伙的柯士甸站「The Austin」亦採用該設計。而各個出入口均設有指示牌顯示出入口周邊的建築物及設施列表。
|                                      |                | |      |
| 編號                                 | 指示           | 建議前往的目的地 | 圖片 |
| 大堂                                 |                | |      |
| 出口 · A · 无障碍通道标志            | 香港文化博物館 | 香港文化博物館、明愛樂進學校、明愛社區書院-沙田、明愛沙田馬登基金中學、沙田明愛服務中心、樓上集團中心、聖母無玷聖心幼稚園、文禮閣、博愛醫院沙田（大圍）中醫中心、沙田官立中學、沙田神召會、聖歐爾發堂                |      |
| 出口 · B · 无障碍通道标志            | 車公廟         | 車公廟、車公廟體育館、佛教明珠學校、宣道會陳元喜小學、秦石邨、信義會救恩堂、豐盛苑、金獅花園、天主教郭得勝中學、李屋村、五育中學、愛國教育支援中心、新田村、沙田官立小學、沙田循道衛理中學、新田圍邨、慈濟環保願行館 |      |
| 出口 · C · 无障碍通道标志            | 城門河         | 城門河、溱岸8號、乙明邨 |      |
| 出口 · D · 盲道标志 · 无障碍通道标志 | 沙田頭         | 沙田頭、沙田公園、靈基營、曾大屋、曾大屋遊樂場 |      |
| 1號月台（往屯門）                    |                | |      |
| · （住宅出入口）                     | 溱岸8號        | 溱岸8號 |      |
| 出口 · F · 升降机标志                | 溱岸8號        | 溱岸8號 |      |
| 註： 設有 \| 設有 \| 設有            |                | |      |

- 通往E、F出口的閘機（2021年7月）

## 歷史

### 命名及啟用
車公廟站於2004年12月21日隨馬鞍山鐵路（現為屯馬綫）通車正式啟用。由於車站建於沙田頭臨時房屋區舊址，所以建造時的專案名稱為沙田頭站（英語：Sha Tin Tau Station）。

### 增建出入口
2010年末，港鐵在1號月台近東端位置增設出入閘機以及簡單的票務設施，並新增兩個出入口，其中E出口經由新建的天橋直接通往車站上蓋物業溱岸8號；F出口則以升降機連接月台及地面，而非溱岸8號的住客可經此出入口前往溱岸8號正門。有關設施已於2013年5月15日啟用。
而當中E出口連接的溱岸8號平台為私人地方範圍，基於保安理由，出入口平時會有保安員駐守，公眾不能隨意進入，亦是港鐵首個車站出入口採用該設計。此後的柯士甸站B3、D3出口也是此設計。

### 擴建月台及加設月台閘門
在車站最初落成時，車站月台長度約為6卡左右，其中車站東端約有2卡長度的月台為預留空間，設有欄杆防止乘客進入。而月台西端原本預留有約2卡長度的擴建空間，最終可以延伸至8卡的長度。而擴建工程已於2013年動工，並已於2014年完成。
而車站月台閘門安裝工程並在擴建月台後加設，相關工程已經於2017年完成。

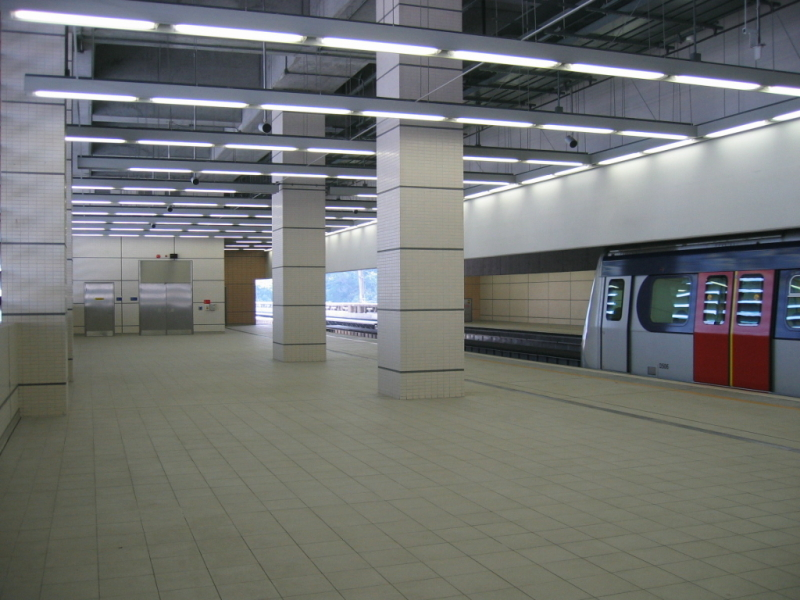
1號月台東端未使用的月台長度（2004年12月）
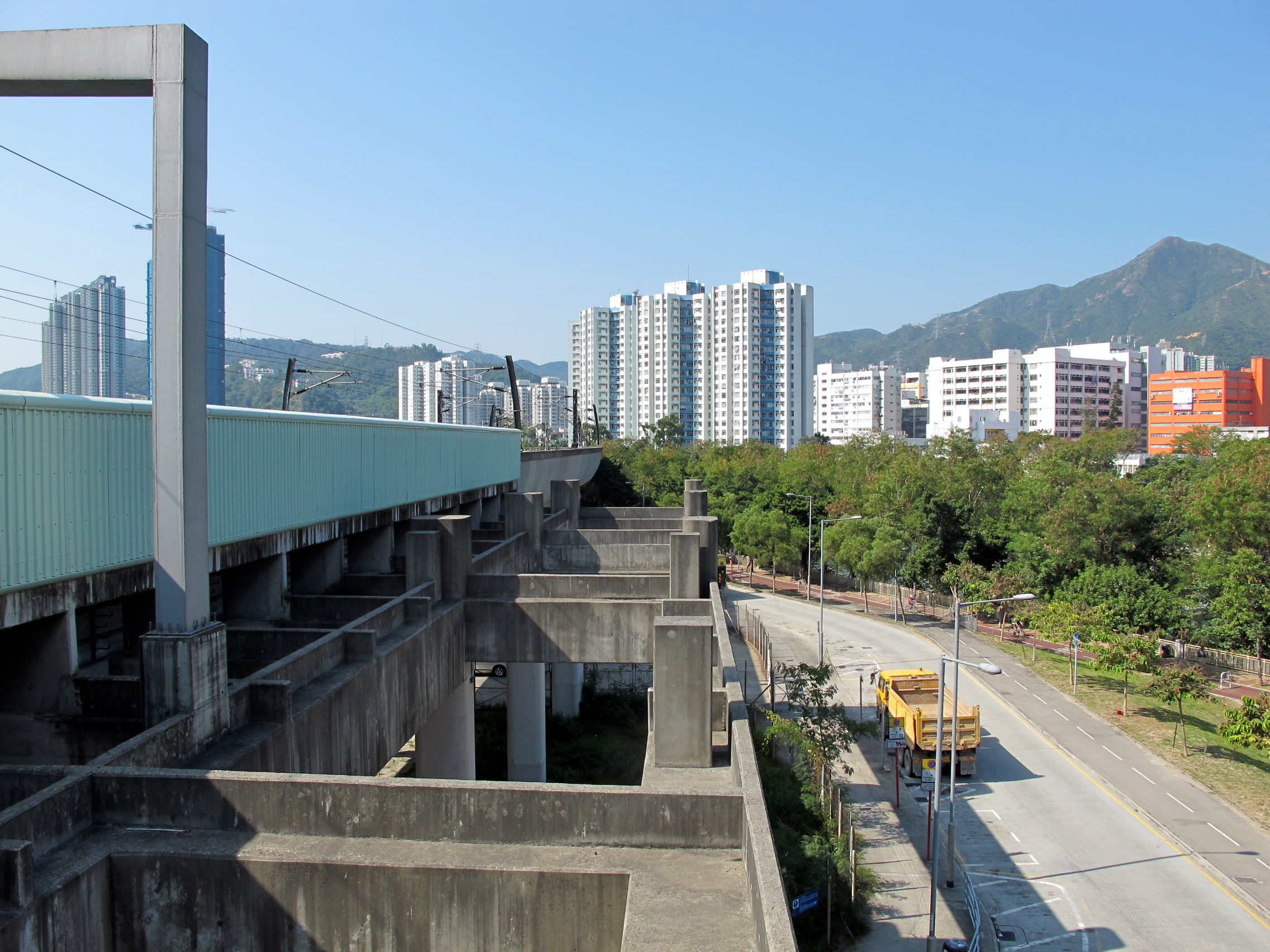
1號月台西端擴建預留位置（2010年11月）

### 反修例期間
- 2019年10月2日，有示威者於車公廟站破壞D出口鐵閘、閘機、廣告燈箱以及塗鴉牆身等，但車站仍未有關閉。而站內一部中國銀行櫃員機的顯示屏亦被砸毀[6]。
- 2019年10月4日的反對《禁止蒙面規例》示威期間，有示威者再次破壞車站多個售票機、增值機、閘機、廣告燈箱及乘客資訊顯示屏。其後港鐵在同月11日起於車站出入口加設來自內地的伸縮保安閘[7]。

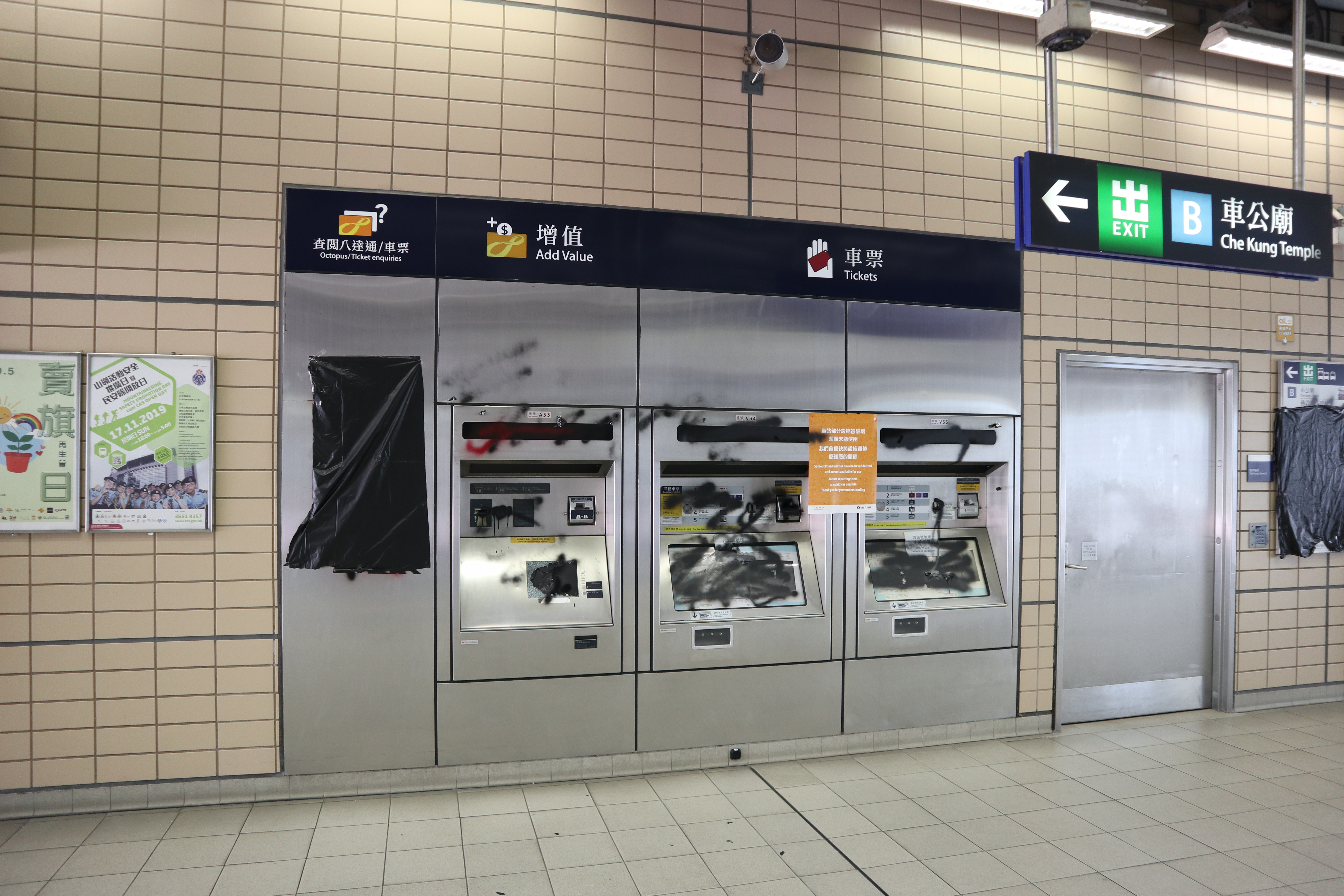
售票機及增值機設施被破壞後情況
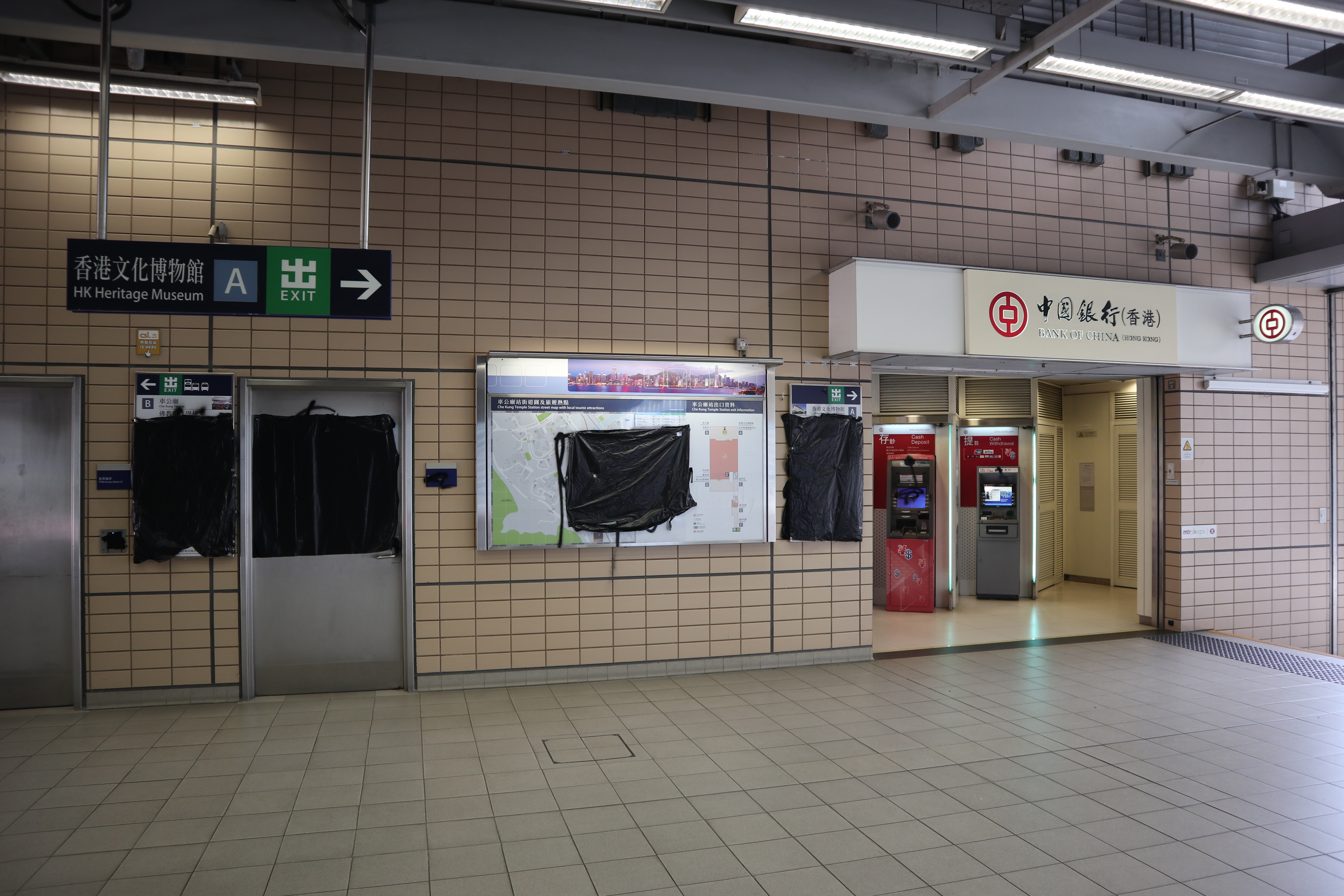
出口指示牌及商店設施被破壞後情況
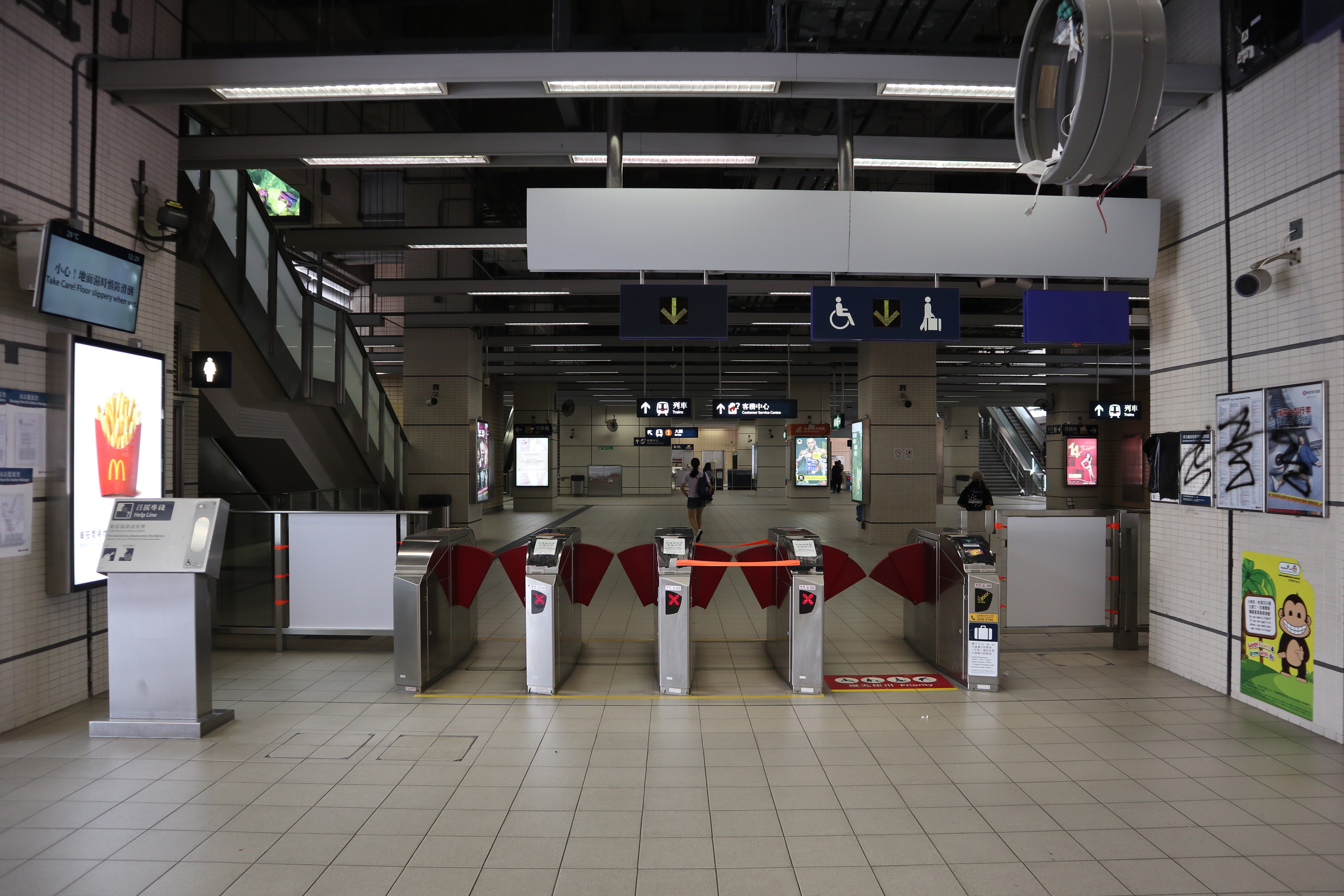
閘機被破壞後情況
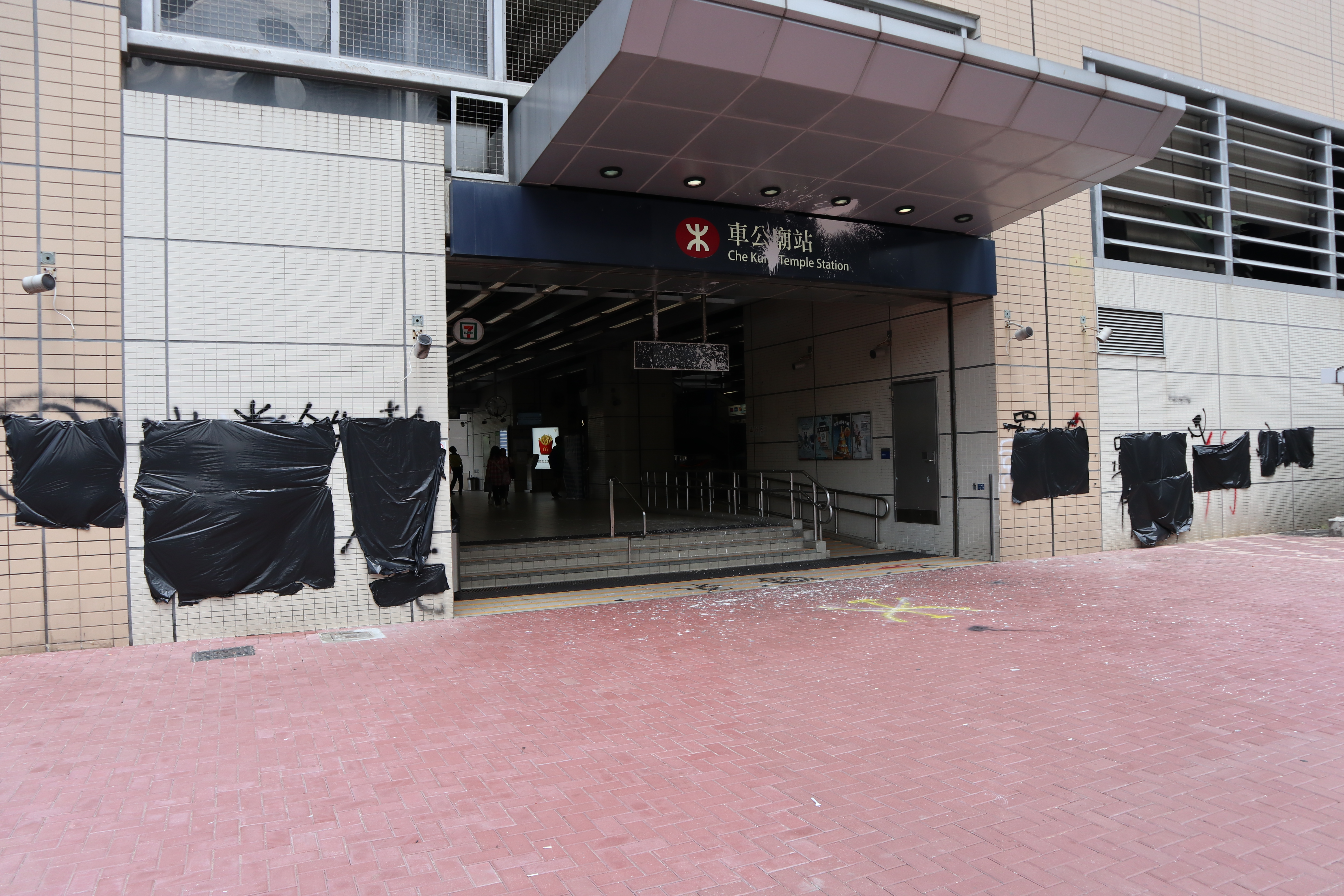
B出口外牆被噴漆後情況

## 外部連結
- 港鐵公司－車公廟站街道圖 （页面存档备份，存于）
- 港鐵公司－車公廟站位置圖 （页面存档备份，存于）
- 港鐵公司－車公廟站列車服務時間 （页面存档备份，存于）
- 香港鐵路大典上的相关条目：車公廟站